# Kościół św. Wawrzyńca w Słupcy
Kościół św. Wawrzyńca w Słupcy – gotycka świątynia wzniesiona z fundacji Andrzeja Bnińskiego, biskupa poznańskiego, w połowie XV wieku.

## Historia
Według źródeł kościół istniał już około 1296 r., czyli w okresie lokacji miasta. Jego prawdopodobnym fundatorem był biskup poznański Jan Gerbicz. Pierwszym plebanem został wówczas Walter (1296 r.), a następnie Gerlib (1306 r.). Pierwotny obiekt wykonany był z drewna.
W 1331 r. kościół uległ spaleniu podczas najazdu krzyżackiego. Nie wpłynęło to jednak na jego funkcjonowanie – już w 1340 r. pojawia się kolejny pleban Piotr. W drugiej połowie XIV w. parafia liczyła około 3460 wiernych.
W połowie XV w. postanowiono przebudować kościół. Jego fundatorem został biskup poznański Andrzej Bniński. Następnie wielokrotnie przebudowywany (2. połowa XVIII w., XIX w.). Regotycyzacja kościoła nastąpiła w latach 1949–1958 pod kierunkiem architekta Aleksandra Holasa.
W 1998 roku odnaleziono w tym kościele najstarszy mechanizm zegarowy w Polsce, którego miniaturkę podziwiać można w Muzeum Regionalnym w Słupcy. 

## Architektura
Kościół został zbudowany w stylu gotyckim, jednak fasada zachodnia i wschodnia reprezentuje styl barokowy. Murowany z cegły z użyciem kamieni narzutowych w cokole. Świątynia posiada trzy nawy o halowym układzie przestrzennym. Nawy boczne są otwarte do głównej ostrołukowymi arkadami filarowymi. Kościół przykryty jest sklepieniem gwiaździstym pochodzącym z XVI w. W zakrystii natomiast znajduje się sklepienie krzyżowo-żebrowe. Dachy dwuspadowe, z wieżyczką na sygnaturkę.

## Wyposażenie
We wnętrzu kościoła znajdują się:
- kropielnica gotycka z XV w.
- dwie chrzcielnice z XV i XVII w.
- tron biskupi przerobiony na konfesjonał z początku XVII w.
- świeczniki ołtarzowe z 2. połowy XVIII w.
- zamek żelazny i okucia późnogotyckie z XVI w.
- Obraz Matki Boskiej Kodeńskiej w sukience z ok. 1800 r.
- portrety trumienne na blasze z XVII w.
- rzeźba Matki Boskiej Bolesnej z ok. 1400–1420 r.
- dzwon z 1563 r.
- kielichy z XVII w.

## Proboszczowie parafii
- Rafał Modlibowski
- Kacper Kobyliński (1902–1913)
- Franciszek Szczygłowski
- Czesław Wojciechowski
- Antoni Maciszek
- Wojciech Kochański
- Henryk Ambroziak
- Józef Warga
- Tomasz Ryś (od 2014 r.)

## Galeria

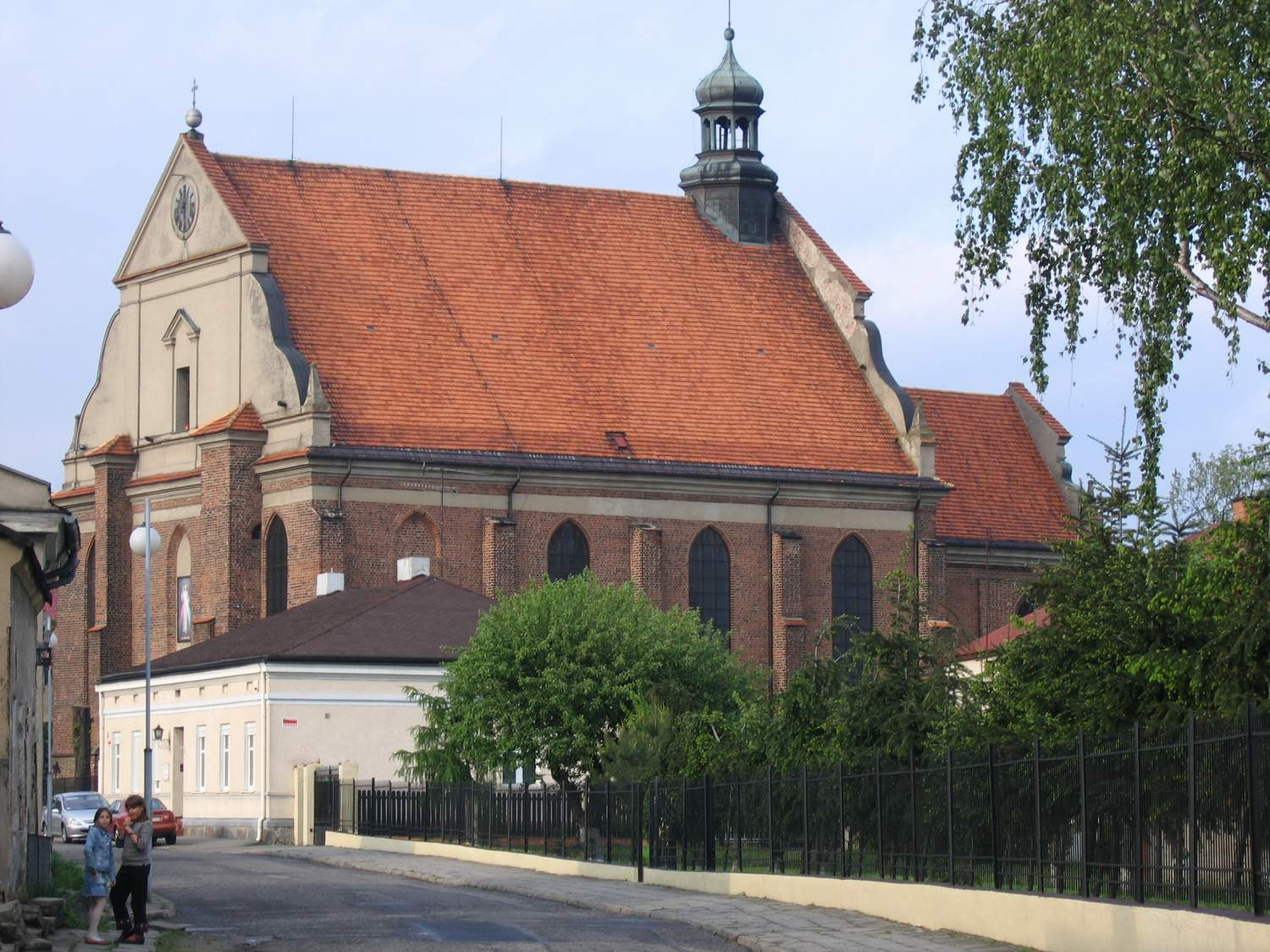
Kościół św. Wawrzyńca w Słupcy 2007 r.